# السد (كرة سلة)
السد هو فريق كرة سلة قطري للمحترفين تأسس في 21 أكتوبر 1969 يقع مقره في الدوحة. ينافس في الدوري القطري لكرة السلة.

## الإنجازات

### المحلية
- الدوري القطري لكرة السلة

الفوز (5): 1970، 1978، 1979، 1980، 1996، 2013
- كأس أمير قطر

الفوز (6): 1980، 1981، 1989، 1991، 1996، 1999
- كأس قطر

الفوز (1): 2004

## وصلات خارجية
- الموقع الرسمي